# دانيال هولمز
دانيال هولمز (بالإنجليزية: Daniel Turner Holmes)‏ هو سياسي بريطاني (وحمل سابقاً جنسية المملكة المتحدة لبريطانيا العظمى وأيرلندا)، ولد في 1863، وتوفي في 7 أبريل 1955. حزبياً، نشط في الحزب الليبرالي. في الانتخابات الفرعية في مجلس العموم البريطاني ‏، انتخب عضو برلمان المملكة المتحدة الـ30 عن دائرة Glasgow Govan (UK Parliament constituency) ‏ (22 ديسمبر 1911 – 25 نوفمبر 1918).